# Wydział Zarządzania i Transportu Uniwersytetu Bielsko-Bialskiego
Wydział Zarządzania i Transportu Uniwersytetu Bielsko-Bialskiego – jeden z pięciu wydziałów wchodzących w skład Uniwersytetu Bielsko-Bialskiego.

## Historia
Wydział powstał 11 września 1992 r. jako oddział Wydziału Organizacji i Zarządzania Politechniki Łódzkiej w Filii w Bielsku-Białej. Pełną samodzielność i  nazwę Wydział Zarządzania i Informatyki uzyskał wraz z usamodzielnieniem się bielskiej uczelni w 2001 r. Obecną nazwę wydział nosi od 1 grudnia 2013 r.
Siedziba Wydziału Zarządzania i Transportu znajduje się w Kampusie Głównym UBB przy ul. Willowej 2, w dzielnicy Mikuszowice.

## Kierunki kształcenia
Dostępne kierunki:
- Analityka i komunikacja w biznesie (studia I stopnia)
- Socjologia (studia I stopnia)
- Transport (studia I i II stopnia)
- Turystyka (studia I stopnia)
- Zarządzanie (studia I i II stopnia)
- Zarządzanie zasobami ludzkimi (studia I stopnia)

## Poczet dziekanów
1. dr hab. inż. Józef Matuszek (1992–1999)
2. dr hab. inż. Ryszard Barcik (1999–2008)
3. dr hab. Ewa Jurczyńska-McCluskey (2008–2012)
4. dr hab. inż. Andrzej Maczyński (2012–2019)
5. p.o. dr Honorata Howaniec (2019–2020)
6. dr hab. inż. Andrzej Maczyński (2020–2024)
7. dr hab. inż. Łukasz Drąg (od 2024)

## Władze Wydziału
W kadencji 2024–2028:
| Stanowisko                 | Imię i nazwisko          |
| -------------------------- | ------------------------ |
| Dziekan                    | dr hab. inż. Łukasz Drąg |
| Prodziekan ds. Studenckich | dr inż. Beata Bieńkowska |
| Prodziekan ds. Studenckich | dr inż. Mariusz Kubański |

## Struktura organizacyjna
| Katedra                                  | Kierownik                      |
| ---------------------------------------- | ------------------------------ |
| Katedra Marketingu i Przedsiębiorczości  | dr hab. Katarzyna Żyminkowska  |
| Katedra Modelowania Komputerowego        | dr hab. inż. Łukasz Drąg       |
| Katedra Nauk Ekonomicznych i Społecznych | dr inż. Beata Bieńkowska       |
| Katedra Transportu                       | dr hab. inż. Andrzej Maczyński |
| Katedra Zarządzania                      | dr hab. Marcin Jakubiec        |